# Damernas 5 000 meter i hastighetsåkning på skridskor vid olympiska vinterspelen 1994
Damernas 5 000 meter i skridskor vid de olympiska vinterspelen 1994 avgjordes den 25 februari 1994, vid Vikingskipet. Loppet vanns av Claudia Pechstein från Tyskland.
16 deltagare från 9 nationer deltog i tävlingen.

## Rekord
Gällande världsrekord och olympiska rekord före Vinter-OS 1994:
| Världsrekord     | Gunda Niemann (GER)     | 7:13,29 | Hamar, Norge             | 6 december 1993  |
| Olympiskt rekord | Yvonne van Gennip (NED) | 7:14,13 | Calgary, Alberta, Kanada | 28 februari 1988 |

## Medaljörer
| Gren        | Guld                       | Guld    | Silver                 | Silver  | Brons                 | Brons   |
| 5 000 meter | Claudia Pechstein Tyskland | 7.14,37 | Gunda Niemann Tyskland | 7.14,88 | Hiromi Yamamoto Japan | 7.19,68 |

## Resultat
| Placering | Par | Namn                 | Land          | Tid     | Tid bakom |
| --------- | --- | -------------------- | ------------- | ------- | --------- |
| 1         | 4   | Claudia Pechstein    | Tyskland      | 7:14,37 | -         |
| 2         | 6   | Gunda Niemann        | Tyskland      | 7:14,88 | +0,51     |
| 3         | 5   | Hiromi Yamamoto      | Japan         | 7:19,68 | +5,31     |
| 4         | 2   | Elena Belci          | Italien       | 7:20,33 | +5,96     |
| 5         | 6   | Svetlana Bazjanova   | Ryssland      | 7:22,68 | +8,31     |
| 6         | 8   | Ljudmila Prokasjeva  | Kazakstan     | 7:28,58 | +14,21    |
| 7         | 7   | Carla Zijlstra       | Nederländerna | 7:29,42 | +15,05    |
| 8         | 7   | Seiko Hashimoto      | Japan         | 7:29,79 | +15,42    |
| 9         | 1   | Miki Ogasawara       | Japan         | 7:30,47 | +16,10    |
| 10        | 1   | Annamarie Thomas     | Nederländerna | 7:32,39 | +18,02    |
| 11        | 2   | Tonny De Jong        | Nederländerna | 7:36,07 | +21,70    |
| 12        | 8   | Emese Hunyady        | Österrike     | 7:38,62 | +24,25    |
| 13        | 3   | Tatjana Trapeznikova | Ryssland      | 7:40,55 | +26,18    |
| 14        | 5   | Cerasela Hordobeţiu  | Rumänien      | 7:41,65 | +27,28    |
| 15        | 3   | Emese Dörfler-Antal  | Österrike     | 7:46,78 | +32,41    |
| 16        | 4   | Ingrid Liepa         | Kanada        | 7:49,39 | +35,02    |